# Petrophora petrata
Petrophora petrata là một loài bướm đêm trong họ Geometridae.